# SIGALRM
SIGALRM — сигнал на POSIX-сумісних платформах, який посилається в процесу при вичерпанні таймера, попередньо встановленого alarm(). Символьна змінна SIGALRM оголошена у заголовному файлі signal.h. Символьні імена для сигналів використовуються через те, що їхні номери залежать від конкретної платформи.

## Етимологія
SIG є загальноприйнятий префіксом для назв сигналів. ALRM (англ. alarm) — тривога, сигнал будильника.

## Використання
Таймер може бути встановлений через системний виклик alarm(). 

## Приклад
Програма мовою C, яка активує обробник через 2 секунди від початку своєї роботи:
```
#include
  
<stdio.h>

#include
  
<signal.h>

void
 
alarm_handler
(
int
 
sig
)

{

  
printf
(
"alarm!
\n
"
);

}

int
 
main
(
int
 
argc
,
 
char
 
*
argv
[])

{

  
signal
(
SIGALRM
,
 
alarm_handler
);
     
/* install the handler */

  
alarm
(
2
);
                           
/* set alarm clock */

  
getc
(
stdin
);

  
return
 
0
;

}

```